# 1,2-dichloor-4-nitrobenzeen
1,2-dichloor-4-nitrobenzeen is een chloorderivaat van benzeen met als brutoformule C6H3Cl2NO2. De stof komt voor als kleurloze tot geelbruine naaldachtige kristallen, die onoplosbaar zijn in water.

## Synthese
De stof wordt vooral geproduceerd door nitrering van 1,2-dichloorbenzeen. Het voornaamste product van deze reactie is 1,2-dichloor-4-nitrobenzeen; de isomeer 1,2-dichloor-3-nitrobenzeen is een bijproduct.
Een minder gebruikte weg is de chlorering van 1-chloor-4-nitrobenzeen. Deze levert zuivere 1,2-dichloor-4-nitrobenzeen. De reactie verloopt via een elektrofiele aromatische substitutie. De al aanwezige substituenten sturen de positie van het nieuwe chloor-atoom:
- De nitrogroep is deactiverend in deze reactie, de reactie verloopt trager dan met benzeen zelf, maar wat er aan reactie optreedt zal op de meta-plaats ten opzichte van de nitro-groep optreden. De nitrogroep stuurt het nieuwe chlooratoom naar de 2-plaats in de benzeenring.
- Chloor is ook deactiverend in deze reactie, en voor zover toch reactie optreedt ortho-para-richtend. Het al aanwezige chlooratoom zal het nieuwe chloor-atoom vooral naar de 2-plaats (ortho) sturen. De 4-plaats (para) is al bezet door de nitrogroep, dus daar zal geen reactie plaats vinden.

## Toepassing
Rechtstreekse toepassingen van de stof zijn niet bekend. Ze wordt gebruikt voor de synthese van andere verbindingen, zoals 3,4-dichlooraniline of 2-chloor-4-nitroaniline, die verder verwerkt worden tot herbiciden, bactericiden en verfstoffen.

## Toxicologie en veiligheid
Bij contact met een heet oppervlak of met een vlam ontleedt deze stof onder vorming van giftige en corrosieve dampen, waaronder stikstofoxiden en waterstofchloride. 1,2-dichloor-4-nitrobenzeen reageert met sterk oxiderende stoffen en sterke basen.